# 403 هـ
403 هـ هي سنة في التقويم الهجري امتدت مقابلةً في التقويم الميلادي بين سنتي 1012 و1013.

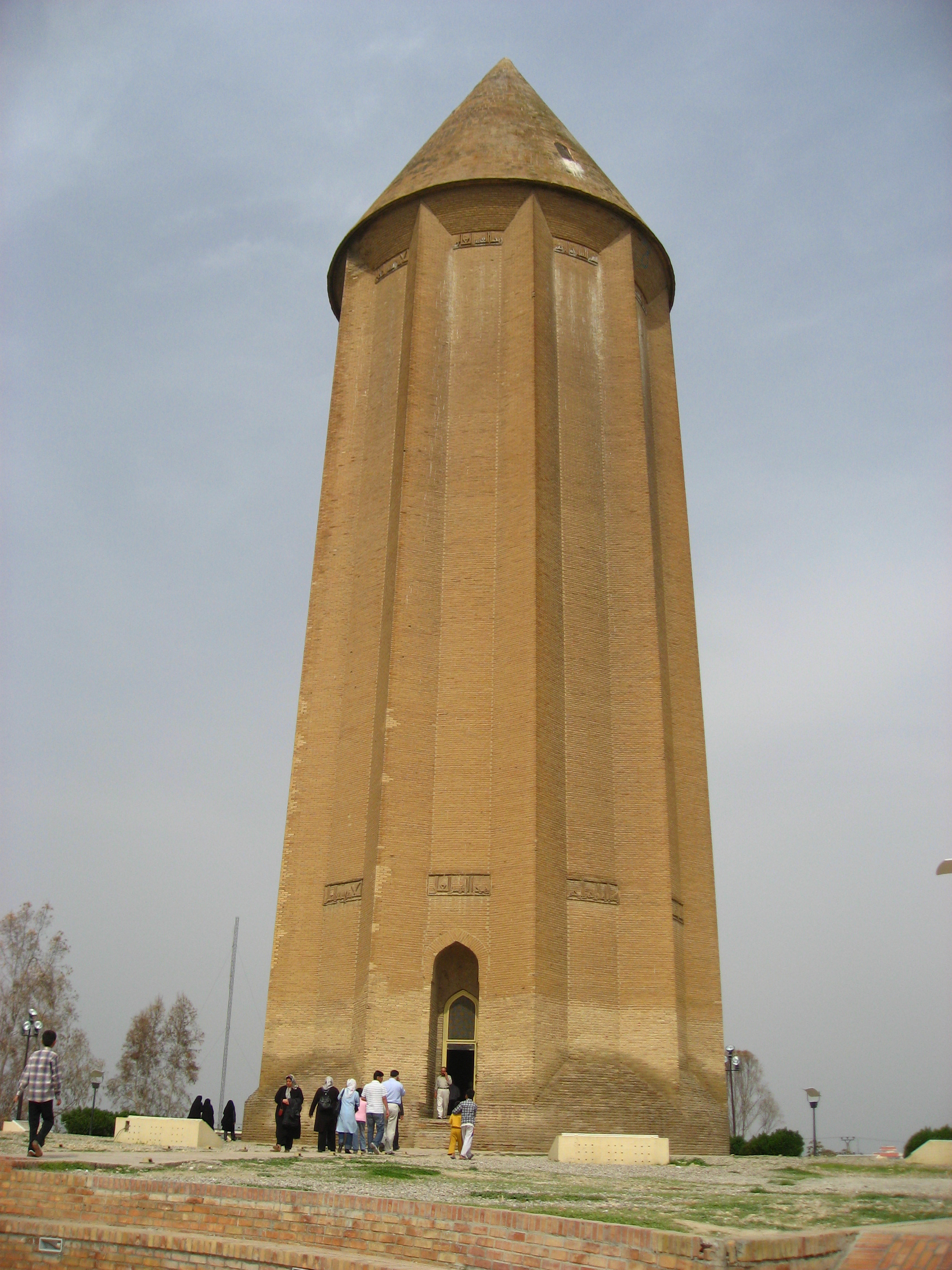
برج قنبد قابوس

## مواليد
- الباجي
- أبو القاسم الهذلي
- أبو الوليد الباجي

## وفيات
- أبو الحسن القابسي
- أبو بكر الباقلاني
- أحمد بن محمد بن زنجويه
- ابن الفرضي
- ابن حامد الوراق
- الحليمي
- هشام المؤيد بالله
- يوسف بن هارون الرمادي

- قابوس بن وشكمير